# Paxos
Paxos ou Paxoi e Antipaxos ou Antipaxoi (em grego: Παξοί και Αντίπαξοι) é o menor grupo de ilhas dentro das Ilhas Jônicas. As maiores ilhas são Paxos e Antipaxos nas proximidades. A principal cidade de Paxoi, e a sede do município, é Gaios. O município tem uma área de 30.121 quilômetros quadrados. A área da ilha é de 76 quilômetros quadrados.
A ilha de Paxos é uma das menores ilhas da cadeia jônica de ilhas gregas que fica na costa ocidental da Grécia continental. Paxos fica ao sul de Corfu e tem uma rica herança cultural e uma história muito colorida.

## Nome
Na mitologia grega, Poseidon criou a ilha atacando Corfu com seu tridente, para que ele e sua esposa, Amphitrite, pudessem ter paz e tranquilidade.
Embora tenha sido possivelmente habitado desde os tempos pré-históricos, os fenícios são tradicionalmente considerados os primeiros colonos de Paxos. Acredita-se que o nome seja derivado de Pax, o que significava trapezoidal em sua língua.

## Geografia
A ilha tem aproximadamente 13 km de comprimento e inclina-se para oeste. A costa oeste é dominada por íngremes penhascos brancos e calcários, muito erodidos ao nível do mar, e abrigam muitas cavernas azuis, que podem ser exploradas em lançamentos partindo de Gaios. Grande parte da paisagem atraente ainda está coberta de oliveiras. Estes se estendem desde Lakka, a comunidade portuária no norte, passando pela Magazia até Gaios, a capital.
Há conexões de ferry e jetfoil diariamente com Kerkyra (Corfu) e com o continente em Igoumenitsa. Excursões via Corfu até a Albânia (o resort de Saranda e o magnífico assentamento greco-romano de Butrint) também podem ser organizadas com os operadores de jetfoil locais.

## Galeria

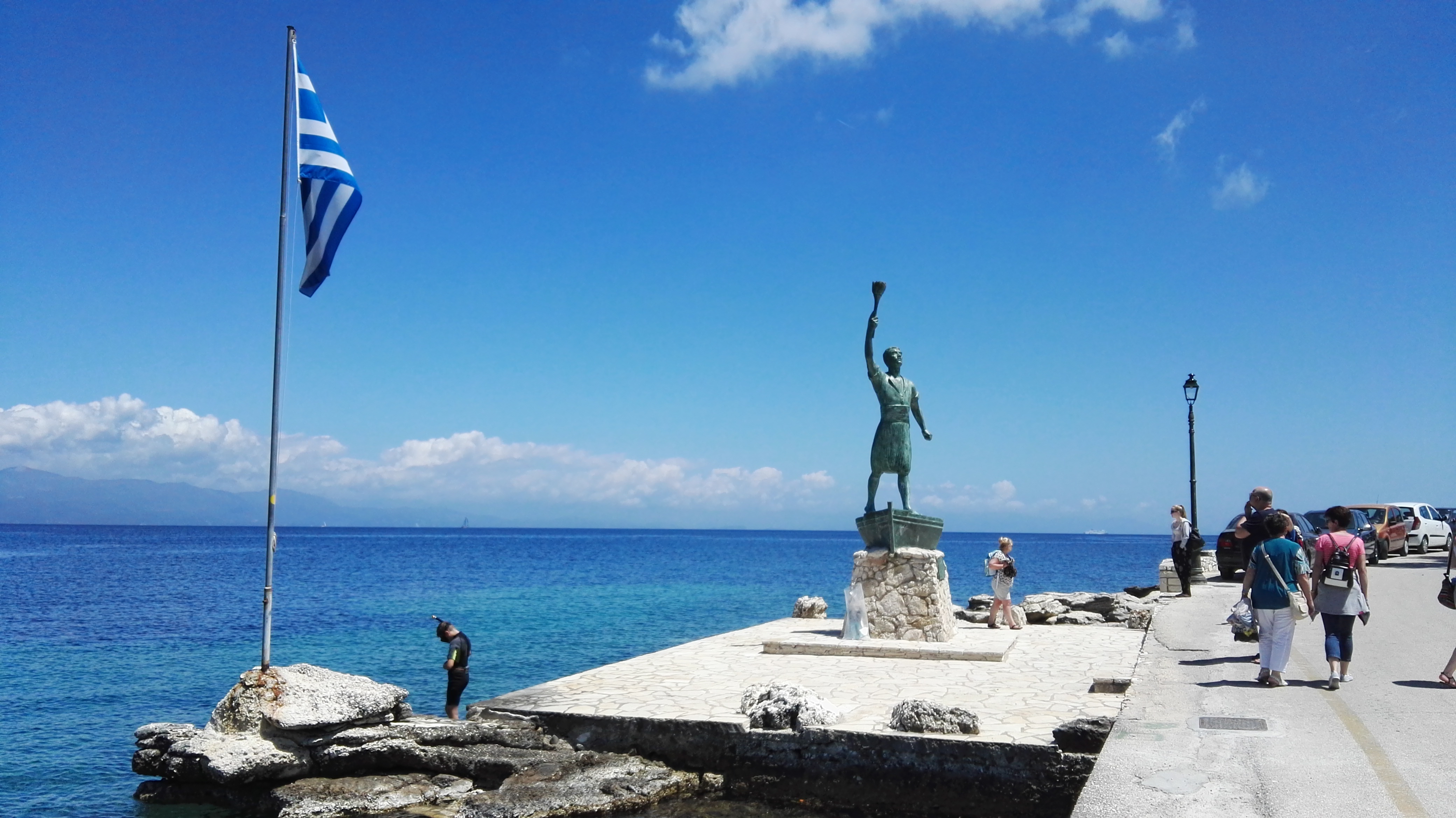
Porto de Paxos
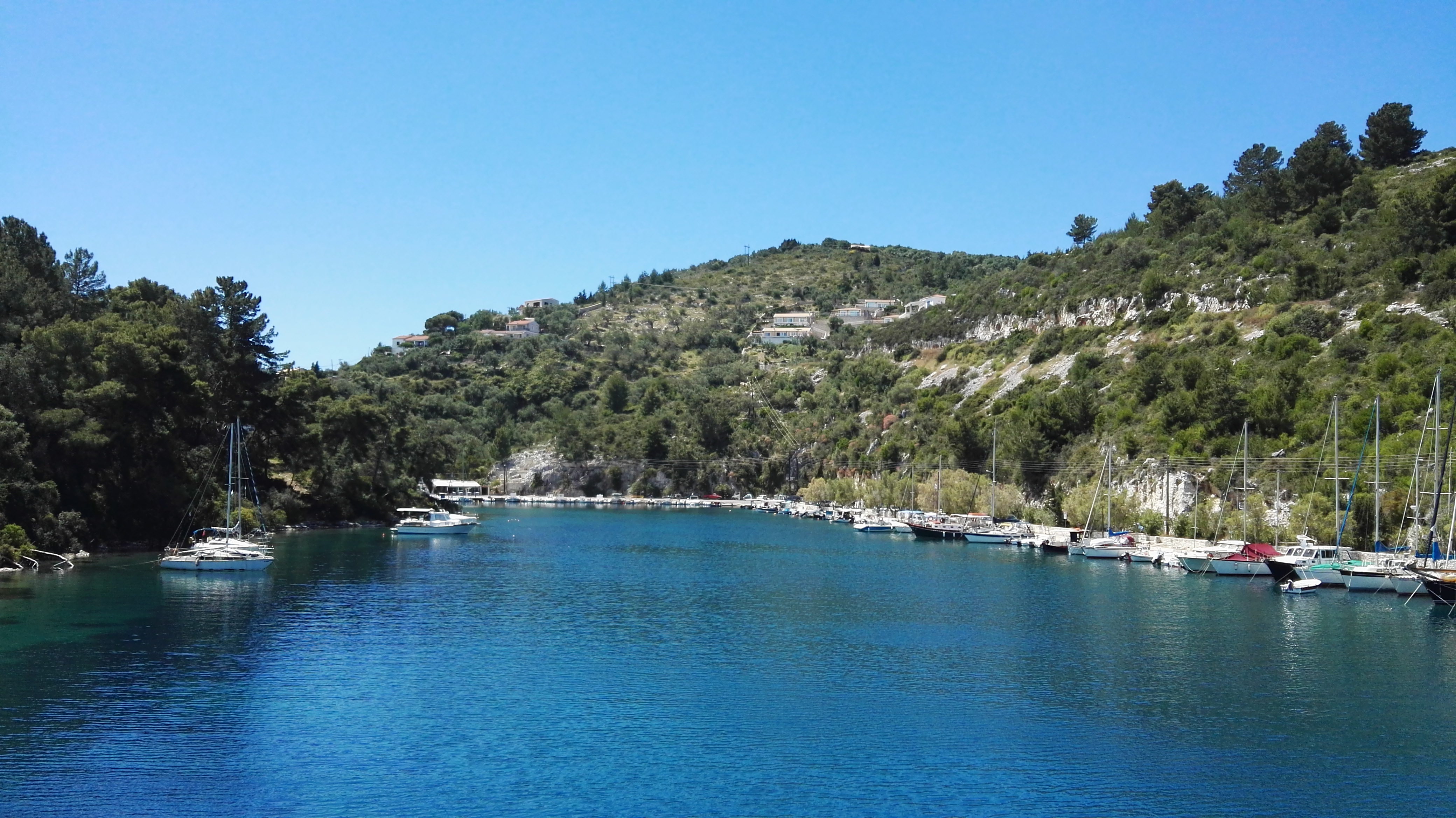
Mar em Paxos
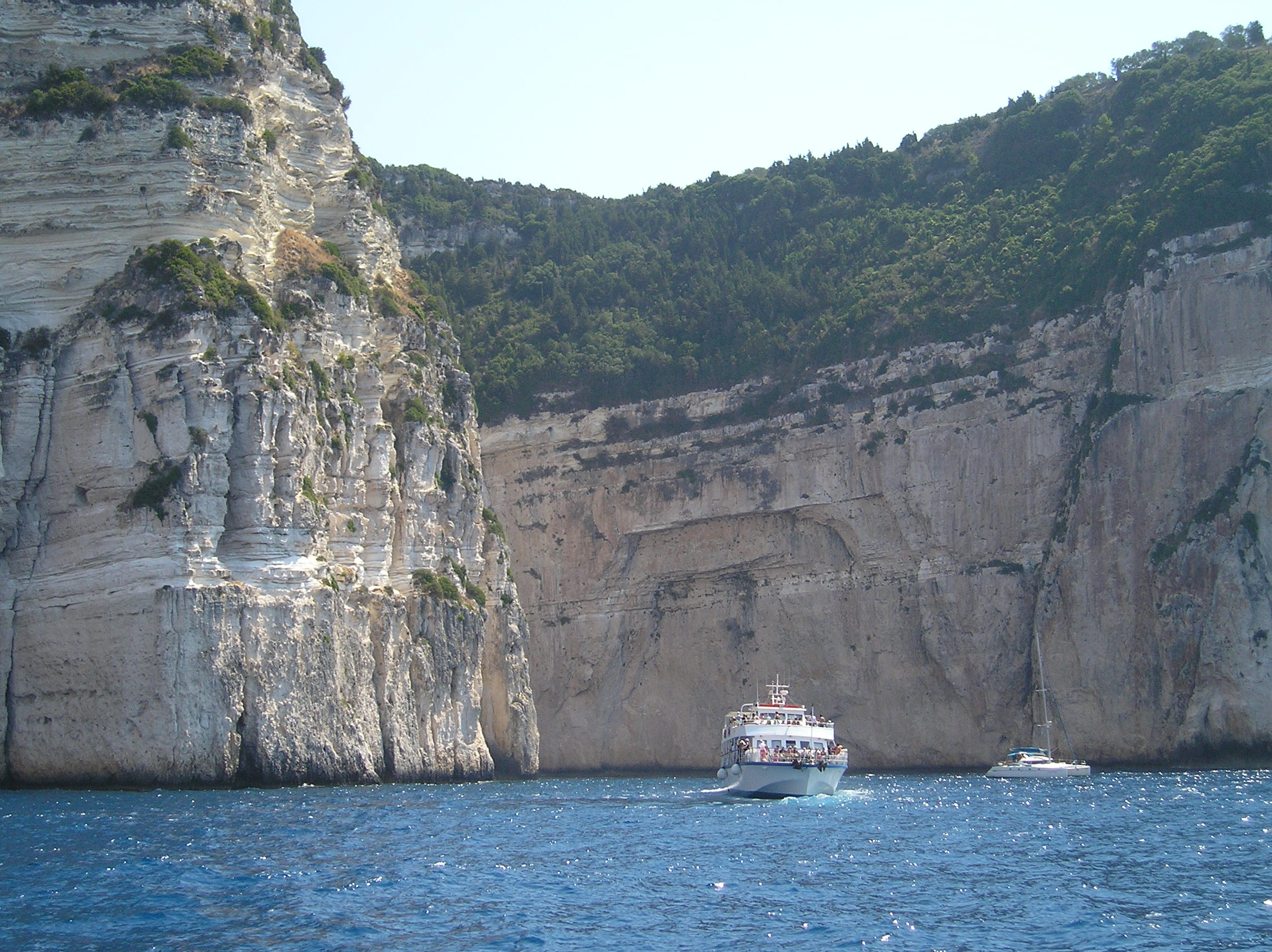
Cavernas Azuis
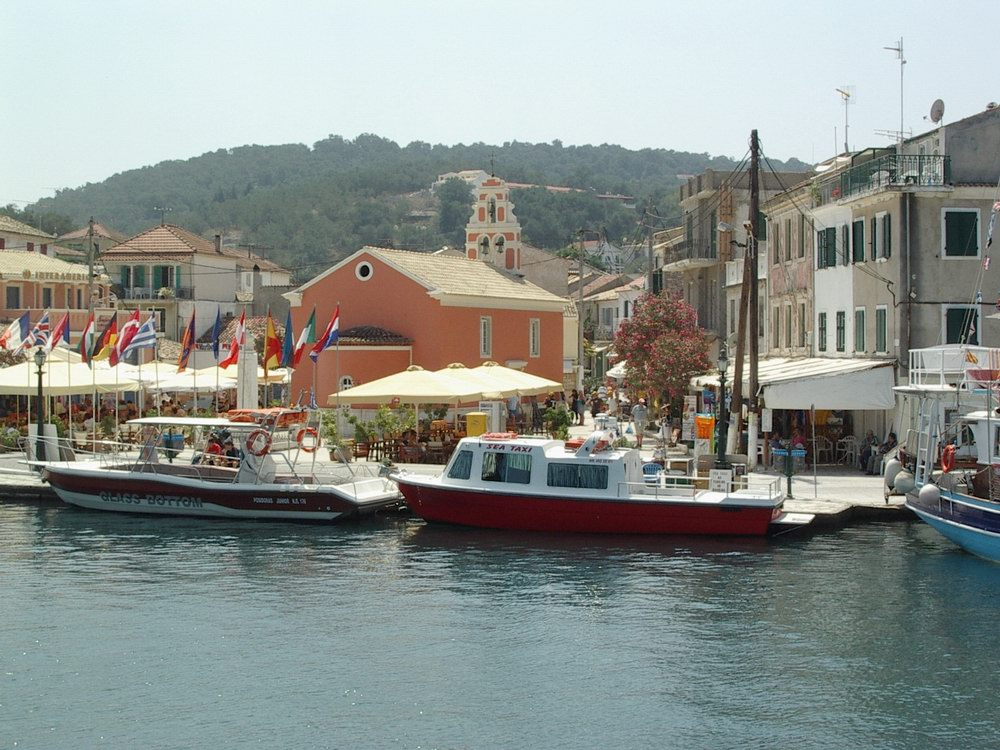
Aldeia de Gaios